# Zawady (Lipowiec Kościelny)
Pour les articles homonymes, voir Zawady.
Zawady (prononciation : [zaˈvadɨ]) est un village polonais de la gmina de Dzierzgowo dans le powiat de Mława de la voïvodie de Mazovie dans le centre-est de la Pologne.
Il se situe à environ 4 kilomètres au sud de Lipowiec Kościelny (siège de la gmina), 14 kilomètres au sud-ouest de Mława (siège du powiat) et à 110 kilomètres au nord-ouest de Varsovie (capitale de la Pologne).

## Histoire
De 1975 à 1998, le village appartenait administrativement à la voïvodie de Ciechanów.